# Sinagoga de Lárnaca
La sinagoga de Lárnaca esa situada en la localidad turística de Lárnaca, en la isla de Chipre, fue inaugurada el 12 de septiembre de 2005. Es primera y única sinagoga de la isla y hasta su construcción, hacia de Chipre el único miembro de la Unión Europea que carecía de una sinagoga. La ceremonia de inauguración contó con la introducción de un rollo de la Torá y la colocación de la primera piedra para una mikve.